# 유소희 (연극 배우)
유소희(1996년 7월 6일~)은 대한민국의 연극 배우이다.

## 연극
- 2022년 열아홉 문유수